# Lina Sjöberg
Lina Sjöberg, född 14 augusti 1973 och uppvuxen i Norrbotten, Västerbotten och Tanzania, är Teologie doktor med inriktning mot bibelvetenskap, tidigare verksam vid Teologiska institutionen, Uppsala universitet. Hon arbetar som kulturskribent och författare och har även arbetat inom äldreomsorgen. Den 3 juli 2007 var hon sommarpratare i Sveriges Radio P1. Hon har skrivit sex böcker, bl a romanerna Resa till Port Said (2005), Simson (2018) och Fäboden (2025). Sjöberg är bosatt i Uppsala.

## Biografi
Lina Sjöberg har sina rötter i Västerbotten, från Bjurholm respektive Skellefteå. Hon är född i Boden och har bott i Bredåker, Fredrika, Njombe (Tanzania), Kidugala (Tanzania), Umeå, Skellefteå och Uppsala.
Sjöberg började som litteraturkritiker för Norra Västerbotten, numera Norran. Fr o m 2005-2008 verkade hon som litteraturkritiker för Svenska Dagbladet. 2007 var hon Sommarvärd i P1 och har medverkat i Tankar för dagen i P1 till 2015. Sjöberg har skrivit kulturartiklar i Norran, Svenska Dagbladet, Dagens Nyheter, Karavan och Provins, samt debattartiklar i Aftonbladet.
I sin doktorsavhandling kombinerade Sjöberg bibelvetenskap med litteraturvetenskap och beskrev bibelreferenser i  Sara Lidmans Jernbaneepos, samt utarbetade en metod för att använda skönlitteratur som redskap för vetenskaplig texttolkning.